# British Ice Hockey Hall of Fame
Die British Ice Hockey Hall of Fame ist die nationale Eishockey-Ruhmeshalle des Vereinigten Königreichs. In dieser werden Spieler, Trainer und Funktionäre geehrt, die sich um den Eishockeysport im Vereinigten Königreich verdient gemacht haben. Die Ruhmeshalle wurde 1948 vom wöchentlichen Eishockeymagazin Ice Hockey World gegründet und von dieser bis zur Einstellung des Magazins 1958 betrieben. Im Jahr 1986 wurde die Hall of Fame von der British Ice Hockey Writers' Association (seit 2006: Ice Hockey Journalists UK) reaktiviert. Insgesamt wurden bislang 122 Personen in die British Ice Hockey Hall of Fame aufgenommen.

## Mitglieder der Ruhmeshalle

### A
| Name             | Mitglied seit |
| ---------------- | ------------- |
| Paul Adey        | 2006          |
| Bunny Ahearne    | 1986          |
| Les Anning       | 1999          |
| Alexander Archer | 1993          |

### B
| Name             | Mitglied seit |
| ---------------- | ------------- |
| Vic Batchelder   | 2000          |
| Lou Bates        | 1950          |
| George Beach     | 1989          |
| Joe Beaton       | 1950          |
| Mike Blaisdell   | 2004          |
| Bill Booth       | 1989          |
| James Borland    | 1993          |
| Rick Brebant     | 2004          |
| Edgar Brenchley  | 1993          |
| Alastair Brennan | 1990          |
| Billy Brennan    | 2004          |

### C
| Name           | Mitglied seit |
| -------------- | ------------- |
| Keith Campbell | 1948          |
| Earl Carlson   | 1998          |
| Johnny Carlyle | 1988          |
| James Chappell | 1993          |
| Art Child      | 1993          |
| David Clark    | 2019          |
| Willie Clark   | 1993          |
| Joanne Collins | 2008          |
| Kevin Conway   | 2005          |
| Ian Cooper     | 2002          |
| Stephen Cooper | 2003          |
| John Coward    | 1993          |
| Tim Cranston   | 2010          |
| Micky Curry    | 1994          |

### D
| Name               | Mitglied seit |
| ------------------ | ------------- |
| Gordon Dailley     | 1993          |
| Norman de Mesquita | 2002          |
| Alex Dampier       | 1995          |
| Gerry Davey        | 1949          |
| Frank Dempster     | 1992          |
| Ernie Domenico     | 2022          |
| Phil Drackett      | 2007          |
| Jacky Dryburgh     | 1991          |

### E
| Name         | Mitglied seit |
| ------------ | ------------- |
| Arthur Elvin | 1990          |
| Carl Erhardt | 1950          |

### F
| Name         | Mitglied seit |
| ------------ | ------------- |
| Ian Forbes   | 2009          |
| Jimmy Foster | 1950          |

### G
| Name           | Mitglied seit |
| -------------- | ------------- |
| Bobby Giddens  | 1986          |
| Bill Glennie   | 1951          |
| Alec Goldstone | 1992          |

### H
| Name           | Mitglied seit |
| -------------- | ------------- |
| Roy Halpin     | 1986          |
| Tony Hand      | 2016          |
| Moray Hanson   | 2013          |
| Art Hodgins    | 1989          |
| Shannon Hope   | 1999          |
| Gib Hutchinson | 1951          |

### I
| Name      | Mitglied seit |
| --------- | ------------- |
| Red Imrie | 1987          |

### J
| Name          | Mitglied seit |
| ------------- | ------------- |
| Peter Johnson | 1989          |

### K
| Name            | Mitglied seit |
| --------------- | ------------- |
| Chris Kelland   | 2002          |
| Doc Kellough    | 1950          |
| Willie Kerr     | 1990          |
| Keith Kewley    | 2005          |
| Marshall Key    | 2007          |
| Jack Kilpatrick | 1993          |
| Charlie Knott   | 2004          |

### L
| Name            | Mitglied seit |
| --------------- | ------------- |
| Gordon Latto    | 1999          |
| Tommy Lauder    | 1951          |
| John Lawless    | 1997          |
| Ernie Leacock   | 1987          |
| Benny Lee       | 1995          |
| Bobby Lee       | 1949          |
| David Longstaff | 2022          |
| Lawrence Lovell | 1992          |
| Les Lovell      | 2011          |
| Jim Lynch       | 2001          |
| Stevie Lyle     | 2018          |

### M
| Name             | Mitglied seit |
| ---------------- | ------------- |
| Neal Martin      | 2011          |
| Pat Marsh        | 1988          |
| Terry Matthews   | 1987          |
| Freddie Meredith | 2003          |
| Jackson McBride  | 2008          |
| George McNeil    | 1956          |
| Alfie Miller     | 1989          |
| Pop Monson       | 1955          |
| Steve Moria      | 2016          |
| Johnny Murray    | 1996          |

### N
| Name          | Mitglied seit |
| ------------- | ------------- |
| Scott Neil    | 2007          |
| Percy Nicklin | 1988          |

### O
| Name         | Mitglied seit |
| ------------ | ------------- |
| Johnny Oxley | 2008          |
| Mike O’Brien | 2009          |

### P
| Name                     | Mitglied seit |
| ------------------------ | ------------- |
| Peter Patton             | 1950          |
| Annette und Allan Petrie | 2005          |
| Bert Peer                | 1955          |
| Gordie Poirer            | 1948          |

### R
| Name           | Mitglied seit |
| -------------- | ------------- |
| Derek Reilly   | 1987          |
| Glen Reilly    | 2009          |
| Clarence Rost  | 1955          |
| John Rost      | 1991          |
| Hilton Ruggles | 2009          |

### S
| Name               | Mitglied seit |
| ------------------ | ------------- |
| Blaine Sexton      | 1950          |
| Roy Shepherd       | 1999          |
| Colin Shields      | 2022          |
| Ron Shudra         | 2010          |
| Icy Smith          | 1988          |
| Bill Sneddon       | 2010          |
| Floyd Snider       | 1951          |
| Jimmy Spence       | 2006          |
| Harvey Stapleford  | 1986          |
| Gary Stefan        | 2000          |
| Robert Stevenson   | 2011          |
| Sam Stevenson      | 1986          |
| Archie Stinchcombe | 1951          |
| Les Strongman      | 1987          |
| James Syme         | 2006          |
| Thomas Syme        | 2005          |
| Ken Swinburne      | 2006          |

### T
| Name          | Mitglied seit |
| ------------- | ------------- |
| Glynne Thomas | 1991          |
| Hep Tindale   | 2019          |
| Nico Toeman   | 1993          |

### U
| Name          | Mitglied seit |
| ------------- | ------------- |
| Mike Urquhart | 2007          |

### W
| Name          | Mitglied seit |
| ------------- | ------------- |
| Alan Weeks    | 1988          |
| Jack Wharry   | 1994          |
| Rob Wilson    | 2011          |
| Ian Wight     | 1993          |
| William Wylie | 2010          |
| Bob Wyman     | 1993          |

### Z
| Name          | Mitglied seit |
| ------------- | ------------- |
| Victor Zamick | 1995          |